# Ешреф Ешрефов
Ешреф Хасанов Ешрефов е български политик и лесовъд. От 2015 г. е кмет на Омуртаг, първоначално издигнат от ДПС.

## Биография
Ешреф Ешрефов е роден на 15 октомври 1985 г. в град Омуртаг, Народна република България. Завършва Лесотехническия университет в София. През 2011 г. придобива степен бакалавър по специалност „Горско стопанство“. През 2013 г. придобива магистърска степен по специалност „Стопанисване на горите“.
От 2013 до 2015 г. заема поста заместник-директор на Държавно горско стопанство – Омуртаг. В периода от 2009 до 2013 г. е техник в Държавно горско стопанство – Омуртаг.

### Политическа дейност
На местните избори през 2011 г. е избран за общински съветник от ДПС в община Омуртаг, като в периода от 2011 до 2015 г. е заместник-председател на Общински съвет – Омуртаг.
На местните избори през 2015 г. е избран от първи тур за кмет на община Омуртаг, издигнат от ДПС. На проведения първи тур той получава 6739 гласа (или 54,78%), втори след него е Танер Исмаилов от местна коалиция „Заедно за община Омуртаг“ с 5028 гласа (или 40,87%).
На местните избори през 2019 г. е избран от първи тур за кмет на община Омуртаг, издигнат от ДПС. На проведения първи тур той получава 7256 гласа (или 65,33%), втори след него е Алберт Бутрев от ГЕРБ с 2391 гласа (или 21,59%).
През април 2023 г. Ешреф Ешрефов напуска ДПС, заедно с него напускат и общинските съветници от ДПС в Омуртаг.